# Мезодиэнцефальная модуляция

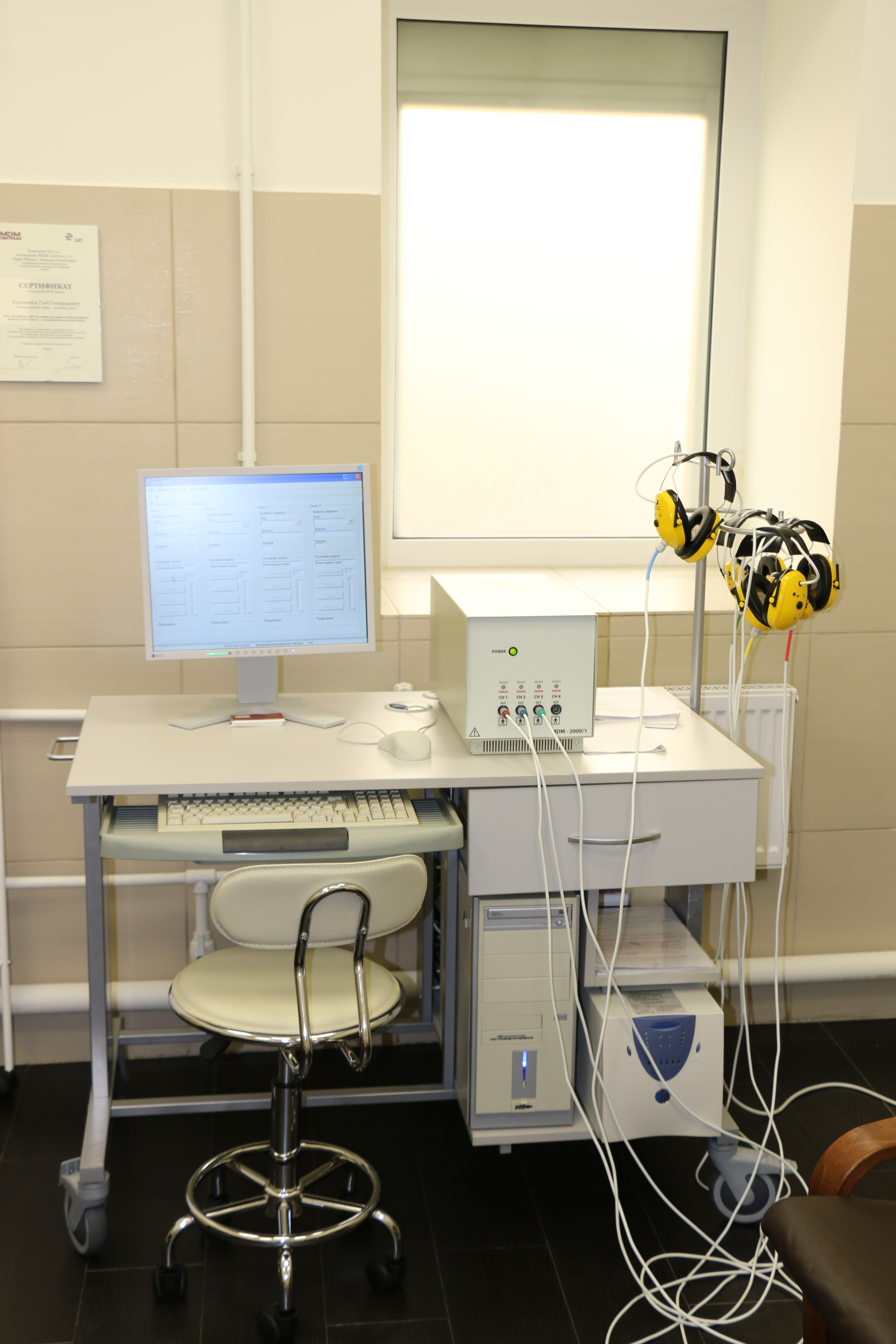
Аппарат МДМ 2000/1

Мезодиэнцефальная модуляция (МДМ) – это метод терапии, во время которого слабый электрический сигнал проходит через покровы черепа и воздействует на центральную нервную систему. Процедура проводится с целью устранения различных видов заболеваний у пациента, начиная от ожогов, заканчивая различными видами легочных заболеваний.

## Изобретение
Впервые МДМ-терапия была применена автором профессором В.А. Павловым при лечении больных с острым инфарктом миокарда в отделении кардиореанимации НИИ СП им. Н.В. Склифосовского. Полученные результаты превзошли все ожидания: по данным ВТЭК СССР к труду после перенесенного заболевания вернулось 60% пациентов, а на общепринятой терапии — 25%. На сегодняшний день это является самым важным показателем конечного результата лечения и в медицине оценивается как "качество жизни". Результаты работы были признаны Ученым Советом 4-го Главного Управления по кардиологии. В результате В.А. Павлову была присуждена ученая степень кандидата медицинских наук.
Поскольку причины многих заболеваний схожие, особенно в неотложных состояниях, то метод начали изучать в НИИ СП им. Н.В. Склифосовского при различных заболеваниях, как метод ускоряющий восстановительные процессы: после хирургических операций, при ожоговой болезни, отморожениях, травматических повреждениях. При острых заболеваниях, не нуждающихся в экстренном оперативном лечении, таких как: язвенная болезнь желудка и двенадцатиперстной кишки, язвенный колит, остеомиелит, диабетические гангрены, обструктивные заболевания легких и других заболеваний.
В 1990-х годах метод также продолжил своё развитие в Европе, где показал высокие результаты при лечении хронических заболеваний, что позволило расширить область его применения. Как знак признания в 2002 году за научную работу и внедрение в практику ЕС метода МДМ-терапии, В.А. Павлову была присвоена ученая степень доктора медицинских наук и ученое звание профессор.

## Описание метода
Метод основан на воздействии на центральную нервную систему различными импульсными токами с несущей частотой 10 000 Гц, модулированных в низкочастотном диапазоне от 20 до 100 Гц. Для проведения процедуры на голову человеку крепятся два электрода, по которым пускается ток. Процедура безболезненна, её продолжительность составляет примерно полчаса. По словам пациентов, ощущается легкое покалывание в местах крепления электродов.

## Области применения
В современном мире МДМ применяется как в медицине, так и спорте.

### Медицина
- Терапия, в том числе кардиология (стенокардия, инфаркт миокарда, гипертоническая болезнь, недостаточность кровообращения)[6]
- Пульмонология (бронхиальная астма, хронический бронхит, ХОБЛ)
- Гастроэнтерология (неспецифический язвенный колит, болезнь Крона, язвенная болезнь желудка, гастриты)
- Эндокринология (диабетические болезни, поздние осложнения диабета 2-го типа: диабетическая стопа, диабетическая полинейропатия, диабетическая ангиопатия, некоторые нарушения функции щитовидной железы)
- Ревматология (артриты)
- Хирургия (подготовка к операции, стабилизация гемодинамики во время операций, профилактика послеоперационных осложнений)
- Гинекология (воспалительные заболевания и бесплодие)
- Урология (воспалительные заболевания, нарушения потенции)

### Спорт
- Ускорение восстановительных процессов психофизиологических функций организма
- Снятие депрессивных состояний
- Профилактика иммунодефицитных проявлений
- Активация восстановительных процессов после травм
- Повышение качества тренировочного процесса.

## Аппараты
Первые серийные аппараты для мезодиэнцефальной модуляции МДМ-1 начали производиться в России в 1990 году. В дальнейшем приборы модифицировались и появились такие аппараты, как МДМ-101, МДМ 2000/1.
Официальным производителем аппаратов является компания ZAT. На данный период развития медицины эти приборы также используются в Европейских клиниках.